# Acanthonevra speciosa
Acanthonevra speciosa är en tvåvingeart som först beskrevs av Friedrich Georg Hendel 1915.  Acanthonevra speciosa ingår i släktet Acanthonevra och familjen borrflugor. Inga underarter finns listade i Catalogue of Life.